# Фуэнте Магна
Фуэ́нте Ма́гна (исп. Fuente Magna Великая чаша, иногда англ. Fuente Bowl) — большой керамический сосуд, по размерам и форме похожий на таз или лохань, украшенный рисунками, среди которых имеются такие, которые отдалённо напоминают раннешумерскую клинопись и какой-то иной текст. По этой причине Фуэнте Магну среди фолк-историков называют «американским Розеттским камнем».
Неизвестные обстоятельства находки, отсутствие внятного происхождения, единичность — всё это привело археологов, специалистов по Месоамерике к выводу о том, что данный сосуд — подделка.

## Общие сведения
Фуэнте Магна — керамическая чаша каштаново-коричневого цвета, диаметром около 1 метра, вероятно религиозного назначения. Внутри и снаружи имеет рисунки с зоологическими мотивами, антропоморфными фигурами и прямоугольными спиралями. Кроме того, Фуэнте Магна содержит тексты на двух языках. Все знаки прочерчены, видимо, уже после изготовления чаши. Одни из них сделан знаками, напоминающими клинопись. Знаки второй группы не поддаются идентификации, но в них, возможно, присутствует влияние той же «клинописи».
Чашу откопал в 50-х годах XX века в окрестностях Пума-Пунку и Тиуанако местный крестьянин по имени Максимильяно (исп. Maximiliano). Он не придал ей никакого значения и из-за удобного размера использовал для кормления свиней.
В 1960 году боливийский археолог Макс Португаль Самора (исп. Max Portugal Zamora) по приглашению Пастора Манхона (у которого она хранилась) изучил чашу. Однако никаких публикаций Португаля Саморы по поводу этого артефакта в 1960-е гг. не было, и лишь в 1975 г. вышла статья в приложении к газете «Сегодня» («La Fuente Magna», Hoy, Suplemento, L.P. 6 — VII, p. 8).
Чаша была передана в собственность муниципалитета города Ла-Пас (Боливия). Однако там её сочли подделкой и порядка сорока лет держали в запасниках, нигде не выставляя.

## Результаты изучения
В 2000 году два боливийских исследователя-любителя — Бернардо Бьядис Яковаззо (исп. Bernardo Biadys Yacovazzo) и Фредди Арсе (исп. Freddy Arce), предположили, что один из текстов Фуэнте Магна — клинописный — имеет отношение к шумерам. Второй текст, возможно, исполнен на семитском языке, знаками, образованными под влиянием шумерской клинописи. С просьбой о попытке прочесть тексты они обратились к стороннику афроцентрического исторического ревизионизма — доктору Клайду А. Винтерсу (англ. Clyde A. Winters). Он утверждает, что ему удалось перевести шумерские надписи, но он не поддержал версию надписей на семитском языке. Доктор Винтерс предположил, что, возможно, это письменный язык цивилизации Пукара (исп. Pucará), так называемый кьюлка (кечуа quellca), но прочесть не смог.
Однако подобные изыскания нашли поддержку только в около научных кругах, поскольку ни боливийские любители, ни Клайд Винтерс не являются специалистами-шумерологами и не владеют клинописью. Кроме того, работы Клайда Винтерса полны ошибок и неаргументированных обобщений (как например, африканское происхождение ольмекских голов и ольмекской письменности), что выводит его за рамки науки и ставит под сомнение и его «работы» о клинописи.
Интересно, что во время изучения надписей Фуэнте Магна, относительно которой изначально были сомнения в подлинности, нашли и доставили в ту же муниципальную экспозицию так называемый Монолит Покотиа (исп. Monolito de Pokotia). Это двухметровая статуя оракула по имени Путаки (англ. Putaki). Происхождение статуи никаких сомнений не вызывало и относилось к раннему периоду цивилизации Тиуанако. Статуя также несла на себе символы, подобные Фуэнте Магна. Специалисты (например, месоамериканист к. и. н. Д. Д. Беляев) характеризуют эти символы как подлинные, но не имеющие отношения к клинописи и лишь поверхностно похожие на неё.

### Мнение специалистов по истории Месоамерики и Месопотамии
Вопреки тому, что Клайд Винтерс считал, что текст Фуэнте Магна является своеобразной «смесью» шумерской клинописи и протошумерских символов, специалисты по клинописи и месоамериканским культурам считают, что сосуд не содержит клинописный текст. Недопустимой ошибкой является смешивание знаков протоклинописи и непосредственно шумерской клинописи, поскольку они не существовали одновременно.
Российский шумеролог В. В. Емельянов характеризует изображения следующим образом:

 Сочетание знаков на данном памятнике не является шумерской или ассиро-вавилонской клинописью. Абсолютное большинство знаков никогда не встречалось в репертуаре данных видов клинописи. При этом имеются знаки, напоминающие как старошумерский AN, так и AN и NU старовавилонской клинописи. Есть даже знаки, отдаленно напоминающие угаритскую буквенную клинопись. Впрочем, это сходство, скорее всего, случайно. К сожалению, я не знаю репертуар протоэламского линейного письма и не владею древнеперсидским письмом, и потому не могу выступать в качестве эксперта по всей клинописи. Но точно могу сказать: данное сочетание знаков не является связным шумерским или ассиро-вавилонским клинописным текстом.— Месоамерика.ру

## Текущее состояние
В настоящее время Фуэнте Магна хранится в Музее драгоценных металлов — «Музее Золота» (исп. Museo de Metales Preciosos «Museo de Oro») Ла-Паса, который специализируется на предметах цивилизации Тиуанако.